# Approksimant
Approksimanter er sproglyde, der involverer at taleorganerne nærmer sig hinanden, men ikke nært nok eller med nok artikulær præcision til at skabe turbulent luftstrøm. Derfor falder approksimanter et sted mellem frikative konsonanter, som producerer turbulent luftstrøm, og vokaler, som ikke producerer turbulens. Denne klasse består af lyde såsom [ɹ] og semivokaler såsom [j] og [w], såvel som laterale approksimanter såsom [l].